# Johan Hermans
Johan Hermans  (1956, Inglaterra) es un botánico inglés y es investigador asociado honorario en el Real Jardín Botánico de Kew. Ha estudiado las orquídeas por más de veinte años. Sus fotografías de orquídeas y otras especies silvestres se han publicado ampliamente, y ha escrito y dictado conferencias sobre diversos temas relacionados con las orquídeas del género: Dracula, la familia Pleurothallidinae, y las orquídeas de Madagascar. También ha descripto varias nuevas especies de orquídeas.

## Honores
Ha recibido cinco medallas de oro en las Conferencias Mundiales de orquídeas y obtuvo cerca de 100 premios del "Comité de la Royal Horticultural Society de Orquídeas".

## Algunas publicaciones

### Libros
- joyce Stewart, johan Hermans, bob ian martin Campbell. 2006. Angraecoid orchids: species from the African region. Ed. Timber Press. 431 pp. ISBN 0881927880
- Johan Hermans, Clare Hermans, David Du Puy. 2007. Orchids of Madagascar. Ed. Royal Botanic Gardens. 398 pp. ISBN 1842461338
- phillip j. Cribb, johan Hermans. 2010. Field Guide to the Orchids of Madagascar. Ed. Royal Botanic Gardens. 456 pp. ISBN 1842461583

- La abreviatura «Hermans» se emplea para indicar a Johan Hermans como autoridad en la descripción y clasificación científica de los vegetales.[1]